# Natuurpark Sierra Mágina

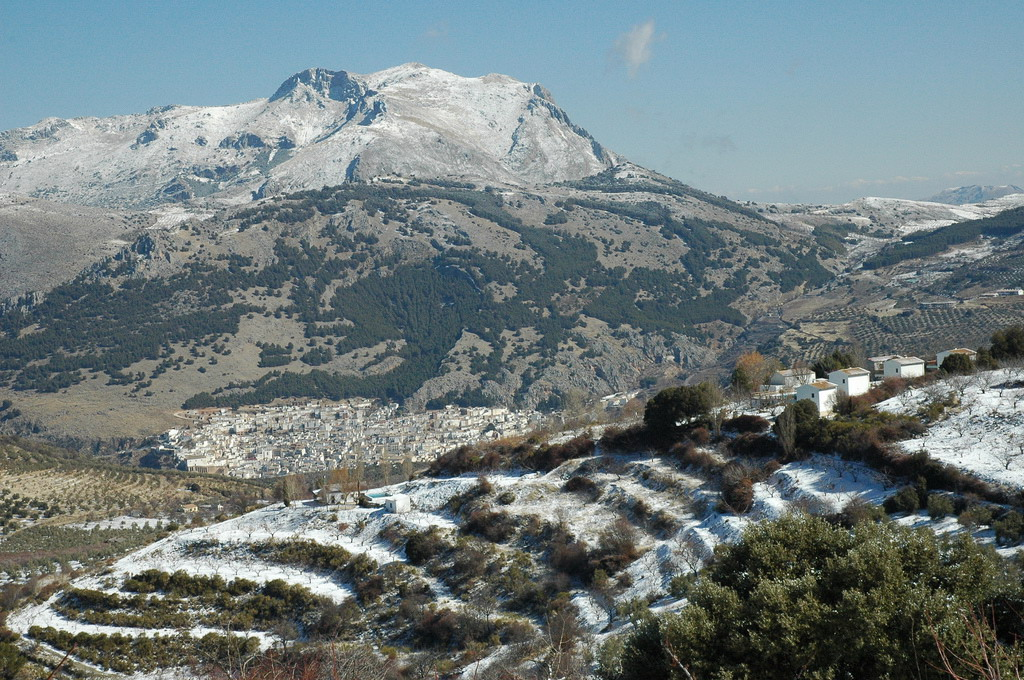

Het Natuurpark Sierra Mágina (Spaans: Parque natural de Sierra Mágina) is een natuurpark in Andalusië in Spanje. Het natuurpark werd opgericht in 1989 en is 19961 hectare groot. Het natuurpark omvat een bebost gebergte; in het park komen verschillende roofvogels voor, waaronder de havikarend en de koningsarend.